# Budaújlaki vízmű
A Budaújlaki vízmű ipari létesítmény Budapesten, a főváros legrégebbi ma is üzemelő vízműve. Megépítésekor a legmagasabb műszaki színvonalat képviselte. Tervezője, Wein János, a természetes vízszűrés alkalmazásával megbízhatóan tiszta, alacsony költséggel kitermelhető ivóvizet juttatott a városnak. A vízmű gépházának III. ker. Árpád fejedelem útja 50/A. sz. alatt álló épülete ma ipari emlék.

## Történeti áttekintés
A fővárosban 1868-ban, két évvel egy nagy kolerajárvány után vette kezdetét az intézményes vízellátás. Már ekkor létesült egy ideiglenes vízmű a pesti Hajós (ma: Kossuth-) téren, a Parlament épületének helyén. Az első végleges, nagy kapacitású vízművet Wein János irányításával Budaújlakon, a Duna frissen kiépített óbudai partján helyezték üzembe 1881-ben. (A gát csak 1884-ben készült el.) Ez ma a Fővárosi Vízművek legrégibb, működő létesítménye.
A Dunától néhány méternyire kiképzett kutak, – a főváros számos kútjához hasonlóan, – a parti szűrés elvén működnek, a jó minőségű vizet gyakorlatilag ez biztosítja. A telepet azért éppen itt létesítették, mert a vizet megszűrő természetes kavicsréteg ezen a partszakaszon volt a legmegfelelőbb, a legvastagabb. A vízmű kezdetben napi 21 000 m³ vizet termelt és a környék ellátását biztosította. Vizét később a Margit-hídra erősített csövek segítségével átvezették a pesti oldalra is.
Létesítését követően a vízmű évtizedekig gőzgépekkel üzemelt, ezek látták el energiával a szivattyúkat. A gépeket a Láng- és a Röck-féle hazai gépgyárakban készítették és a műszaki fejlődés igényei szerint többször lecserélték. Az 1930-as években a gőzüzemű gépeket villamos erőgépek váltották fel, a 20. század legvégéig ezekből is legalább négy generáció üzemelt. Ma már a vízmű teljesen automatizált, működését számítógépes távirányítás szabályozza. A Fővárosi Vízművek itt, legrégibb telephelyén helyezte üzembe 2004-ben az első UV-fénycsövekkel működő vízfertőtlenítő berendezést, ezzel részben kiváltható a víz klórozása, illetve csökkenthető az ivóvíz klórtartalma.

## Az épület

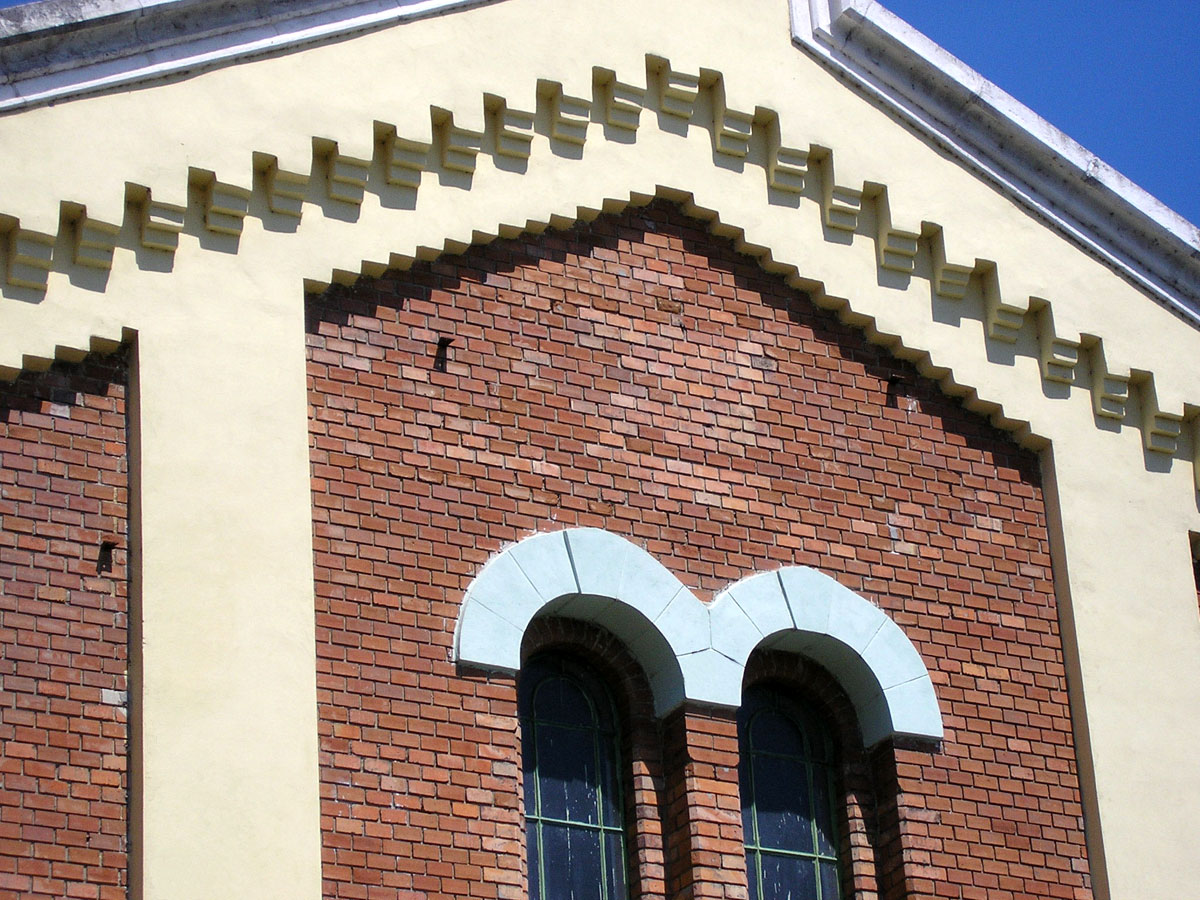
A homlokzat egy részlete

A gépház építészetileg is értékes alkotás. A Duna mellett hosszában elnyúló, arányos méretű téglaépület minden oldalát szolid dekoratív elemek díszítik. Változatos formájú vakolt ablakkeretei, csipkézett párkányai a homlokzatnak élénk, könnyed hangulatot kölcsönöznek.  A gépek, technológiák változtak, de a külső maradt, ma is az eredeti állapotot tükrözi. Az épület szép példája annak a sajátos stílusnak, amely a 19. század utolsó évtizedeinek kisebb ipari létesítményeit egykor jellemezte.